# Asarganj
Asarganj är en ort i Indien.   Den ligger i distriktet Munger och delstaten Bihar, i den östra delen av landet, 1 000 km öster om huvudstaden New Delhi. Asarganj ligger 51 meter över havet och antalet invånare är 6 020.
Terrängen runt Asarganj är mycket platt. Runt Asarganj är det tätbefolkat, med 881 invånare per kvadratkilometer. Närmaste större samhälle är Sultānganj, 10,9 km nordost om Asarganj. Trakten runt Asarganj består till största delen av jordbruksmark.